# Флотила слободе за Газу, јун 2025.
Флотила слободе за Газу из јуна 2025. године је била међународна поморска кампања коју је организовала Коалиција Флотиле слободе, а циљ јој је био да се прекине израелска поморска блокада Појаса Газе и достави симболична количина хуманитарне помоћи. 
Флотилу је предводио брод Медлин — једрилица преименована у част палестинске рибарке Медлин Кулаб. Флотила је испловила из Катаније, на Сицилији, 1. јуна 2025. године, носећи залихе као што су формула за бебе, брашно, пелене, комплети прве помоћи и дечје протезе. На броду су биле шведска климатска активисткиња Грета Тунберг и француска посланица Европског парламента Рима Хасан и још девет активиста и активисткиња. Флотила је уследила након ранијег покушаја 2. маја, када је брод Савест погођен пројектилима лансираним из дронова у међународним водама код Малте. 
Дана 8. јуна, израелске снаге су пресреле и укрцале се на брод Медлин.

## Претходни покушаји
Коалиција Флотиле слободе приписала је одговорност за напад дроном Израелу. Дана 1. маја, праћен је авион C-130 Hercules израелског ратног ваздухопловства како полеће из Израела и лети ка Малти, према подацима о праћењу лета са ADS-B Exchange. Иако авион није слетео на Међународни аеродром на Малти, одржавао је ниску висину (испод 1.500 m) док је дуже време летео близу источне Малте. Да ли је авион нарушио ваздушни простор Малте је предмет дебате. Присуство авиона догодило се неколико сати пре инцидента. C-130 се потом вратио у Израел отприлике седам сати након полетања.

## Путовање
Брод Медлин (раније Баркарола; преименован у част прве рибарке у Гази, Медлин Кулаб) испловио је из Катаније, Сицилија, 1. јуна 2025. године, превозећи формулу за бебе, брашно, пиринач, пелене, менструалне производе, комплете за десалинизацију воде, медицински материјал, штаке и дечју протезе, а очекивало се да ће стићи у Појас Газе 7. јуна. Међу људима на броду биле су климатска активисткиња Грета Тунберг и француска посланица Европског парламента Рима Хасан.
Дана 3. јуна, дрон је виђен у близини пловила, што је изазвало позив за међународну заштиту. Пријављено је да је дрон Херон грчке обалске страже пратио пловило. Поподне 4. јуна је пријављено да се флотила налазила близу Крита. Дана 5. јуна пловило је променило курс како би помогло малом чамцу суданских миграната. Четири мигранта су извучена из мора на брод Медлин, а потом пребачена Фронтексу. Дана 7. јуна, пловило је стигло у Египат.

## Израелско пресретање и укрцавање
Путници су 8. јуна пријавили да чамци круже око брода Медлин и да се активирао аларм на броду. Припремили су се за пресретање, али су се чамци на крају разишли. Коалиција Флотиле слободе (FFC) такође је известила да су два израелска дрона са квадрокоптером окружила брод и прскала белу супстанцу коју су путници описали као иритант. Убрзо након тога, FFC је пријавила губитак контакта са путницима, а израелска војска се укрцала на брод. The Jerusalem Post и Израелска јавна радиодифузна корпорација известили су да су брод и његова посада одведени у израелску луку Ашдод, иако је то касније измењено како би се назначило да су брод и посада у израелском притвору и на путу за Ашдод.
9. јуна 2025. године, FFC је објавила да је израелска војска запленила брод Медлин, који је покушавао да достави помоћ Гази. Инцидент су описали као „напад“ и „незаконито укрцавање“. Израелско министарство спољних послова касније је потврдило да је операција изведена под израелском овлашћењем.

## Реакције
Дана 2. јуна, стручњаци УН су позвали на безбедан пролаз за Медлин.
Израелске одбрамбене снаге (ИДФ) су 4. јуна изјавиле за The Jerusalem Post да флотили неће бити дозвољено да пристане у Гази. Министар одбране Израел Кац је 9. јуна твитовао:
Наложио сам израелским одбрамбеним снагама да делују како би спречили флотилу мржње „Медлин“ да стигне до обале Газе и да предузму све неопходне мере у том циљу.
Америчка сенаторка Линдзи Грејам написала је на Твитеру: „Надам се да Грета и њени пријатељи знају да пливају!“, што је схваћено као претња војном акцијом против флотиле. Као одговор, новинар Мехди Хасан је написао: „Актуелна сенаторка Сједињених Држава претила је конвоју пуном ненасилних активиста – укључујући Грету Тунберг – бомбардовањем. Тешко је описати како се неки од произраелских људи понашају социопатски, неуравнотежено и криминално.“
Заменик ирског премијера и министар спољних послова, Сајмон Харис, назвао је брод Медлин „невероватним напором да се храна и лекови доставе гладним људима Газе“; британски посланик Џереми Корбин такође је изразио подршку овом путовању.
Савет за америчко-исламске односе назвао је пресретање брода Медлин од стране израелске војске „очигледним чином међународног пиратства и државног тероризма“.
Хамас је пресретање назвао „флагрантним кршењем међународног права и нападом на добровољце који делују из хуманитарних мотива“.